# Dionisodoto
Dionisodoto da Lacônia (? — ?) foi um poeta espartano. Pouco se sabe sobre a sua vida, exceto que compunha peãs dedicadas a Apolo, as quais eram cantadas na gimnopédia junto com as canções de Tales e Álcman. Por sua associação com estes dois escritores estima-se que Dionisodoto tenha vivido num período posterior ao século VI a.C.